# تيم والش
تيم والش (بالإنجليزية: Tim Walsh)‏ هو لاعب كرة قدم أمريكية أمريكي، ولد في 16 ديسمبر 1954 في سان فرانسيسكو في الولايات المتحدة.